# Gräberfeld am Spöllberg

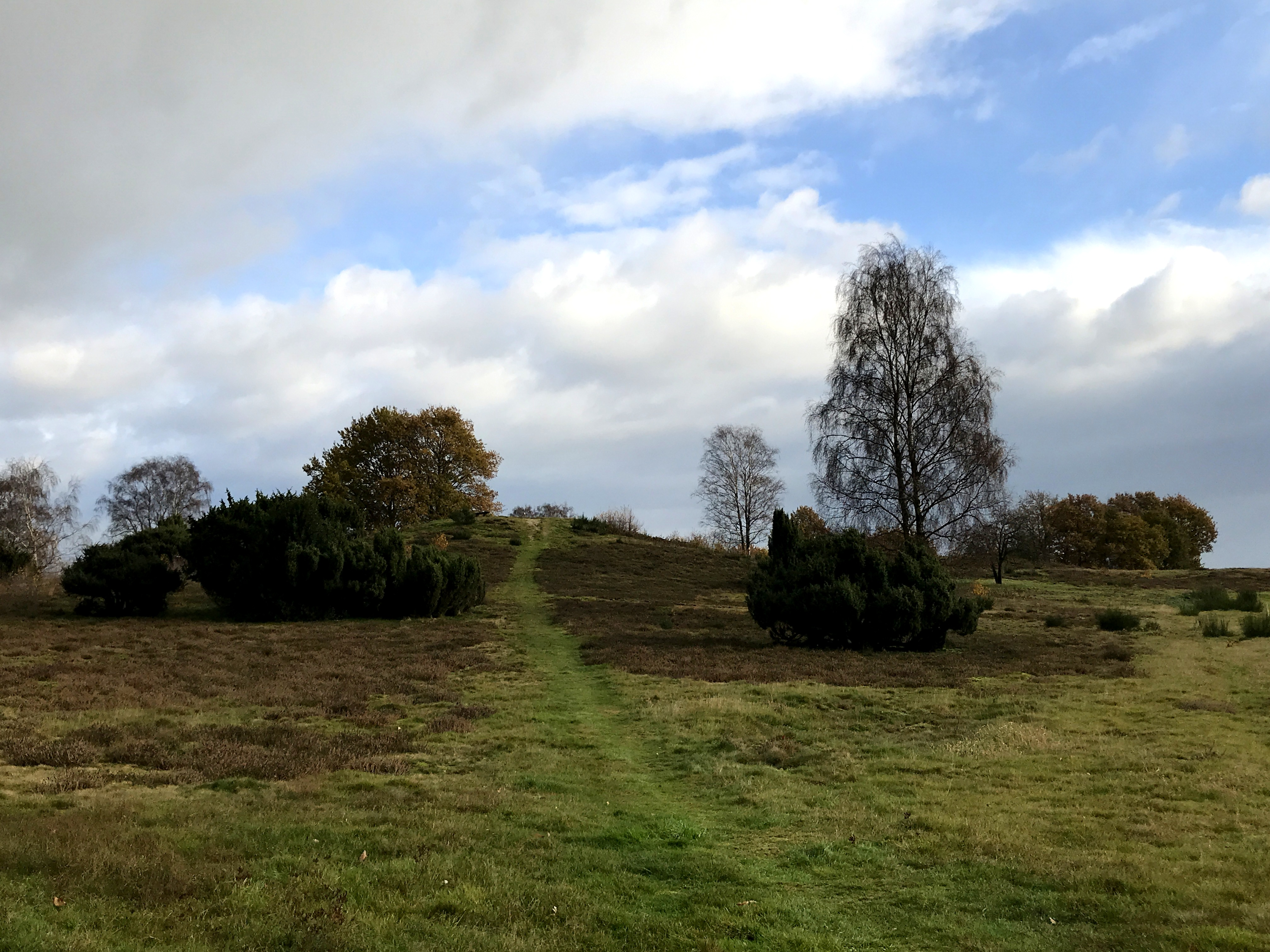
Der Spöllberg

Das Gräberfeld am Spöllberg (hochdt. Spielberg) liegt nordwestlich von Nordhorn und südlich von Gölenkamp, auf einer Heide mit Wacholderbestand im Landkreis Grafschaft Bentheim in Niedersachsen.
Das Gräberfeld besteht aus acht Hügelgräbern, deren zentral gelegener Hügel durch seine Höhe von 2,5 m auffällt. Der kleinste, im Norden weist nur 60 cm Höhe auf. Die weiteren Hügel zeichnen sich im Gelände durch deutlichere Wölbungen ab.
Bei zumeist unsystematischen Grabungen und bei der Ausgrabung von J. H. Müller im Jahre 1877 sind am Spöllberg immer wieder Funde und Befunde gemacht worden, deren zeitliche Einordnungen vom späten Neolithikum (Felsgesteinaxt der Einzelgrabkultur) bis ans Ende der Bronze- oder den Beginn der Eisenzeit reichen.

## Bronzezeitlicher Goldbecherfund
Ein Aufsehen erregender Fund kam 1840 bei Sandabgrabungen zu Tage. Man fand einen mit schwarzer Erde gefüllten goldenen Becher, der als Deckel über ein mit weißem Sand gefülltes, bei der Bergung zerbrochenes Gefäß gestülpt war. Es wurde von Fürst Ludwig zu Bentheim-Steinfurt (1812–1890) angekauft. Der als „Goldbecher aus Gölenkamp“ berühmt gewordene 11 cm hohe, (14,0 cm Mündungsdurchmesser) und 255 Gramm schwere, konische Becher wurde in Treibarbeit hergestellt. Unter dem Rand umlaufend befinden sich vier schmale Wülste. Darunter wechseln sich drei umlaufende Buckelreihen mit stärkeren Wülsten ab, die durch glatte Ringe getrennt sind. Das untere Drittel der Wandung ist glatt. Der Standboden ist mit drei konzentrischen Rillen verziert.
Die Füllmaterialanalyse des Goldbechers und des Keramikgefäßes ergab Rückstände angebrannter menschlicher Knochen- und Haarreste sowie Stärkekörner, was auf eine Brandbestattung deutet. Die Datierung des Goldgefäßes, das zunächst als das älteste Mitteleuropas angesprochen wurde, erweist sich als schwierig, da keine die Gestaltungs- und Formelemente berücksichtigende Parallele im Fundus urgeschichtlicher Metall- und speziell Goldgefäße existiert. Die meisten Forscher nehmen aufgrund der morphologischer Charakteristika und der Dickwandigkeit eine eher frühbronzezeitliche Entstehung des Fundstückes an. S. Fröhlich hält eine jüngerbronzezeitliche Datierung für möglich.